# Lackov
Lackov es un municipio del distrito de Krupina en la región de Banská Bystrica, Eslovaquia, con una población estimada a final del año 2024 de 83 habitantes.
Se encuentra ubicado al oeste de la región, sobre los montes Centrales Eslovacos (Cárpatos occidentales), a poca distancia al sur del río Hron —un afluente izquierdo del Danubio— y al este de la región de Nitra.

## Demografía
| Año        | 1994 | 2004     | 2014     | 2024  |
| ---------- | ---- | -------- | -------- | ----- |
| Población  | 142  | 118      | 100      | 83    |
| Diferencia |      | −16,90 % | −15,25 % | −17 % |

| Año        | 2023 | 2024    |
| ---------- | ---- | ------- |
| Población  | 88   | 83      |
| Diferencia |      | −5,68 % |